# تورانه
مکان های دیدنی 
میتوان به پیر درخت گردو

تنگل خشک و دره جرف اشاره کرد همچینن دارای باغات متعدد ازجمله باغ حافظ .چنار .کوفه مرغ ته سرا  و سنگ حاجی است
تورانه، روستایی از توابع بخش بالاولایت شهرستان باخرز در استان خراسان رضوی ایران است.

## جمعیت
این روستا در دهستان بالاولایت قرار دارد و براساس سرشماری مرکز آمار ایران در سال ۱۳۸۵، جمعیت آن ۱٬۱۸۸ نفر (۲۵۶خانوار) بوده‌است.